# Commiphora mulelame
Commiphora mulelame là một loài thực vật có hoa trong họ Burseraceae. Loài này được (Hiern) K.Schum. mô tả khoa học đầu tiên năm 1901.